# آب‌انبارهای تنگ ارم
آب انبارهای تنگ ارم مربوط به دوره ساسانیان است و در دشتستان، منطقه پشتکوه، روستای تنگ ارم واقع شده و این اثر در تاریخ ۷ مهر ۱۳۸۱ با شمارهٔ ثبت ۶۵۱۶ به‌عنوان یکی از آثار ملی ایران به ثبت رسیده است.